# Immissions-Raten-Mess-Apparatur
Die Immissions-Raten-Mess-Apparatur (IRMA, anfangs als Immissionsratenmeßgerät und Immissions-Raten-Meß-Anlage bezeichnet) ist ein Probenahmegerät zur Erfassung der Depositionsrate (Depositionsstromdichte) atmosphärischer Stoffe auf eine vertikale, zylindrische Flüssigkeitsoberfläche. Die IRMA wurde Anfang der 1970er Jahre unter Leitung von Dr. Siegbert Luckat in der damaligen Landesanstalt für Immissions- und Bodennutzungsschutz (LIB) des Landes Nordrhein-Westfalen in Essen entwickelt. Über den Aufbau der IRMA und ein Messverfahren, in dem sie eingesetzt wird, ist erstmals 1972 veröffentlicht worden. 1975 wurde der LIB ein Patent über die IRMA erteilt. Es existieren drei VDI-Richtlinien, in denen IRMA-Verfahren, also die Vorgehensweise zur Bestimmung von Depositionsraten unter Verwendung der IRMA, beschrieben sind: VDI 3794 Blatt 1 (2010), VDI 3794 Blatt 2 (2013) und VDI 3794 Blatt 3 (2009).

## Funktionsweise
(Quellen:)

### Aufbau
Die IRMA besteht aus einem Gerätesockel und einem Aufsatz. Bei den bisher kommerziell angebotenen Geräten enthält der Sockel eine einen Liter fassende Vorratsflasche, eine Schlauchpumpe sowie ein Batteriefach für zwei Monozellen. Für Forschungszwecke im Eigenbau entstandene Geräte sind teilweise mit wartungsfreien Membranpumpen, mit externer Stromversorgung und mit Betriebsstundenzählern ausgerüstet. Der IRMA-Aufsatz besteht aus einem Trichter und einer Kopfplatte, die mit drei Stäben miteinander verbunden sind. In diesem Aufsatz ist der sogenannte Trägerkörper der IRMA montiert. Dabei handelt es sich um eine Extraktions- oder Soxhlet-Hülse, die auf einen flachen Zylinder aufgesteckt wird, der wiederum in die Kopfplatte des Aufsatzes eingeschraubt wird. Auf diese Weise hängt die Hülse aufrecht (d. h. mit dem runden Boden nach unten) über dem Trichter und zwischen den drei Stäben. Durch diese Anordnung kann der Trägerkörper von Wind aus allen Richtungen nahezu ungehindert angeströmt werden.
Zum Betrieb der IRMA wird die Vorratsflasche mit einer speziellen, für die Aufnahme der gesuchten atmosphärischen Stoffe geeigneten Flüssigkeit (Absorptionsflüssigkeit) befüllt. Die Pumpe befördert diese Flüssigkeit in den Papierfilz des Trägerkörpers, den sie durchtränkt und benetzt. Auf diese Art entsteht ein Flüssigkeitsfilm auf der äußeren Oberfläche des Trägerkörpers. Die Absorptionsflüssigkeit läuft im und am Trägerkörper herunter und tropft von seinem unteren Ende durch den Trichter wieder in die Vorratsflasche zurück.

### Probenahmeprinzip
Die IRMA wird für Messungen im Freien in ca. 1,4 Meter Höhe über dem Boden in einem dafür errichteten, überdachten Gestell betrieben. Gase, feste Partikel und Tröpfchen aus der umgebenden Luft können nun durch Diffusion und Impaktion an der Flüssigkeitsoberfläche des Trägerkörpers abgelagert (deponiert) werden. Mit der IRMA wird also der Teil der trockenen und nassen Deposition erfasst, der durch eine horizontale, nicht schwerkraftbedingte Bewegungskomponente erfolgt. So wird die Absorptionsflüssigkeit nach und nach mit aus der Luft aufgenommenen Stoffen angereichert.
Abhängig davon, von welchen Stoffen die Depositionsrate bestimmt werden soll, werden in der IRMA verschiedene Absorptionslösung verwendet. In der Fachliteratur sind Messverfahren mit IRMA zur Bestimmung der Depositionsrate der Summe von Ammoniak und Ammonium-Verbindungen (NHx), von atmosphärischen Fluoriden, Chloriden und Schwefeloxiden (SOx) sowie von atmosphärischen Stickstoffoxiden (NOy) beschrieben.

### Probenanalyse und Auswertung
Während der Probenahme haben sich eine Reihe von Stoffen aus der atmosphärischen Luft in der IRMA-Absorptionsflüssigkeit angesammelt. Nicht alle dieser Stoffe sind für den Messzweck von Interesse. Daher werden nach der Probenahme nur die Mengen einiger entsprechend ausgewählter Stoffen mit chemisch-analytischen Methoden bestimmt. Als Messergebnis werden die jeweiligen angesammelten Stoffmengen bezogen auf die Fläche des IRMA-Flüssigkeitsfilms und die Dauer der Probenahme angegeben. Man erhält so die Depositionsstromdichte (identisch mit: Depositionsrate, Immissionsrate, Immissionsstromdichte) des Stoffs, meist angegeben als Stoffmasse pro Quadratmeter und Tag.

## Aussage der mit IRMA ermittelten Depositionsraten
Die im IRMA-Verfahren eingesetzte flüssige Oberfläche entspricht in ihrem Depositionswiderstand nicht zwingend einer echten Oberfläche am Messort, sondern bildet nur einige ausgewählte Eigenschaften solcher realen Oberflächen nach (Umweltsimulation). Der Oberflächenwiderstand des IRMA-Flüssigkeitsfilms wird überwiegend durch die chemischen Eigenschaften der eingesetzten Absorptionsflüssigkeit bestimmt. Die Form des IRMA-Trägerkörpers und die physischen Oberflächeneigenschaften der Flüssigkeit beeinflussen wesentlich den aerodynamischen (turbulenten) Widerstand und den (quasi-laminaren) Widerstand der Luft-Grenzschicht über dem Flüssigkeitsfilm. Da diese Eigenschaften einheitlich sind, wenn die eingesetzten IRMA auf gleiche Weise und mit gleichartiger Flüssigkeit betrieben werden, wird der gesamte Depositionswiderstand nur von den atmosphärischen Gegebenheiten am Messort im Messzeitraum, insbesondere durch die Windgeschwindigkeit, variiert. Die so ermittelten Depositionsraten sind daher zwar auf das gewählte IRMA-Verfahren bezogene, aber über Ort und Zeit vergleichbare Messgrößen eines mittleren atmosphärischen Zustands an einem Messort und in einem Messzeitraum.
Zusammen mit den Daten, die mittels Mankschem Karussell gewonnen werden, können IRMA-Daten zur Erstellung eines Wirkungskatasters – ein ergänzendes Informationssystem zum Emissions- und Immissionskataster – herangezogen werden.